# Lista okrętów United States Army
Lista ta zawiera spis statków określanych jako transportowce wojska i okręty szpitalne, które należały do United States Army.

## Okręty szpitalne
- USAHS "Acadia"
- USAHS "Aleda E. Lutz"
- USAHS "Algonquin"
- USAHS "Blanche F. Sigman"
- USAHS "Charles A. Stafford"
- USAHS "Chateau Thierry"
- USAHS "Comfort"
- USAHS "Dogwood"
- USAHS "Emily H. M. Weder"
- USAHS "Ernest Hinds"
- USAHS "Ernestine Koranda"
- USAHS "Francis Y. Slanger"
- USAHS "Hope"
- USAHS "Jarrett M. Huddleston"
- USAHS "Jasmine"
- USAHS "John J. Meany"
- USAHS "John L. Clem"
- USAHS "Larkspur"
- USAHS "Louis A. Milne"
- USAHS "Mactan"
- USAHS "Maetsuckyer"
- USAHS "Marigold"
- USAHS "Mercy"
- USAHS "Poppy"
- USAHS "Relief "
- USAHS "Republic"
- USAHS "Seminole"
- USAHS "Shamrock"
- USAHS "St. Mihiel"
- USAHS "St. Olaf"
- USAHS "Tasman"
- USAHS "Thistle"
- USAHS "Wisteria"

## A
- USAT "Acadia"
- USAT "Aconcagua"
- USAT "Agwileon"
- USAT "Albert M. Boe"
- USAT "Alchibr"
- USAT "Algonquin"
- USAT "America"
- USAT "American Legion"
- USAT "Amphion"
- USAT "Ancon"
- USAT "Arcata"
- USAT "Argentia"
- USAT "Armstrong"
- USAT "Artemis"

## B
- USAT "Barry"
- USAT "Belle Isle"
- USAT "Big Chief"
- USAT "Black Hawk"
- USAT "Blanche F. Sigman"
- USAT "Borinquen"
- USAT "Bowling Green Victory"
- USAT "Brazil"
- USAT "Bridgeport"
- USAT "Brigadier General M. G. Zalinski"
- USAT "Buford"

## C
- USAT "Capt Arlo L. Olson"
- USAT "Cardinal O'Connell"
- USAT "Catalina"
- USAT "Chateau Thierry"
- USAT "Chatham"
- USAT "Chirikof"
- USAT "Clevedon"
- USAT "Coamo"
- USAT "Col William J. O'Brien"
- USAT "Colbert"
- USAT "Copiapo"
- USAT "Corporal Eric G. Gibson"
- USAT "Crescent City"
- USAT "Cristobal"
- USAT "Crown City"
- USAT "Crown Reefer"
- USAT "Cuba"
- USAT "Cynthia Olsen"

## D
- USAT "David C. Shanks"
- USAT "David W. Branch"
- USAT "Davis"
- USAT "Dellwood"
- USAT "Dix"
- USAT "Dorchester"

## E
- USAT "Edmund B. Alexander"
- USAT "Elna"
- USAT "Eric G. Gibson"
- USAT "Ericsson"
- USAT "Ernest Hinds"
- USAT "Etolin"
- USAT "Evangeline"
- USAT "Excelsior"

## F
- USAT "Fairfax"
- USAT "Florida"
- USAT "Formalhaut"
- USAT "Fred C. Ainsworth"
- USAT "Frederick Funston"
- USAT "Frederick Lykes"
- USAT "FS-214"
- USAT "FS-217"
- USAT "FS-256"
- USAT "FS-263"
- USAT "FS-267"
- USAT "FS-274"
- USAT "FS-275"
- USAT "FS-282"
- USAT "FS-288"
- USAT "FS-289"
- USAT "FS-316"
- USAT "FS-343"
- USAT "FS-344"
- USAT "FS-345"
- USAT "FS-347"
- USAT "FS-361"
- USAT "FS-370"
- USAT "FS-371"
- USAT "FS-385"
- USAT "FS-394"
- USAT "FS-407"
- USAT "FS-751"

## G
- USAT "General A. W. Brewster"
- USAT "General A. W. Greely"
- USAT "General Alexander M. Patch"
- USAT "General C. C. Ballou"
- USAT "General C. G. Morton"
- USAT "General C. H. Muir"
- USAT "General D. E. Aultman"
- USAT "General Daniel I. Sultan"
- USAT "General E. T. Collins"
- USAT "General Edwin D. Patrick"
- USAT "General H. B. Freeman"
- USAT "General H. F. Hodges"
- USAT "General Harry Taylor"
- USAT "General Henry. W. Butner"
- USAT "General Herbert A. Dargue"
- USAT "General Hugh J. Gaffey"
- USAT "General J. H. McRae"
- USAT "General M. B. Stewart"
- USAT "General M. L. Hersey"
- USAT "General M. M. Patrick"
- USAT "General Maurice Rose"
- USAT "General Nelson M. Walker"
- USAT "General Omar Bundy"
- USAT "General Oswald H. Ernst"
- USAT "General R. E. Callan"
- USAT "General R. L. Howze"
- USAT "General R. M. Blatchford"
- USAT "General Richard Arnold"
- USAT "General S. D. Sturgis"
- USAT "General Simon B. Buckner"
- USAT "General Stuart Heintzelman"
- USAT "General W. C. Gorgas"
- USAT "General W. C. Langfitt"
- USAT "General W. F. Hase"
- USAT "General W. G. Haan"
- USAT "General W. M. Black"
- USAT "General Walter H. Gordon"
- USAT "General William O. Darby"
- USAT "General William Weigel"
- USAT "George S. Simonds"
- USAT "George W. Goethals"
- USAT "George Washington"
- USAT "George Washington Carver"
- USAT "Glenn Gerald Griswold"
- USAT "Golden Eagle"
- USAT "Grant"
- USAT "Great Northern"
- USAT "Greenville Victory"

## H
- USAT "Hancock"
- USAT "Havana"
- USAT "Hennepin"
- USAT "Henry Gibbins"
- USAT "Henry Keswick"
- USAT "Henry T Allen"
- USAT "Herkimer"
- USAT "Honda Knot"
- USAT "Hugh L. Scott"
- USAT "Hunter Liggett"

## I
- USAT "Imperial"
- USAT "Irvin L. Hunt"

## J
- USAT "J. Franklin Bell"
- USAT "J. W. McAndrew"
- USAT "James O'Hara"
- USAT "James Parker"
- USAT "Jarrett M. Huddleston"
- USAT "John L. Clem"
- USAT "John L. McCarley"
- USAT "John Pen"
- USAT "Jonna"
- USAT "Joseph T. Dickman"
- USAT "Joseph V. Connolly"

## K
- USAT "Kilpatrick"
- USAT "Kingsport Victory"
- USAT "Kivichak"
- USAT "Kungsholms"

## L
- USAT "Laurentia"
- USAT "Leonard Wood"
- USAT "Lew Wallace"
- USAT "Lib Trylon"
- USAT "Liberty Glo"
- USAT "Liscum"
- USAT "Logan"
- USAT "LST-246"
- USAT "LST-833"
- USAT "LT-5"
- USAT "LT-62"
- USAT "LT-221"
- USAT "LT-239"
- USAT "LT-371"
- USAT "LT-389"
- USAT "Lt. Col. Lawrence O. Matthews"
- USAT "Lt. Alexader R. Nininger" - krótko nosił nazwę USAT "M.I.T. Victory"
- USAT "Lt. James E. Robinson"
- USAT "Lt. John Craig"
- USAT "Lt. Raymond O. Beaudoin"

## M
- USAT "Madawaska"
- USAT "Madison Jordan Manchester"
- USAT "Major General Henry Gibbins"
- USAT "Major General Walter R. Weaver"
- USAT "Manitoba" (przemianowany na USAT "Logan")
- USAT "Masaya"
- USAT "Maui"
- USAT "Maurine"
- USAT "McAndrew"
- USAT "McClellan"
- USAT "Meigs"
- USAT "Melrose"
- USAT "Merrimack"
- USAT "Merritt"
- USAT "Monterey"
- USAT "Mount McKinley"
- USAT "Mount Vernon"

## N
- USAT "Nevada"
- USAT "North Coast"

## O
- USAT "Oneida"
- USAT "Ontonagon"
- USAT "Orizaba"
- USAT "Otsego"

## P
- USAT "Pal Aulaut"
- USAT "Portmar"
- USAT "President Buchanan"
- USAT "President Fillmore"
- USAT "President Grant"
- USAT "President Tyler"
- USAT "Private Elden H. Johnson"
- USAT "Private Joe E. Mann"
- USAT "Private Joe P. Martinez"
- USAT "Leonard C. Brostrom"
- USAT "Private William H. Thomas"
- USAT "Puebla"
- USAT "Pvt Francis A. McGraw"
- USAT "Pvt  Frank J. Petrarca"
- USAT "Pvt. Joe R. Hastings"
- USAT "Pvt John F. Thorson"
- USAT "Pvt John R. Towle"
- USAT "Pvt. Joseph F. Merrell"

## R
- USAT "Republic"
- USAT "Resolute"
- USAT "Roanoke"
- USAT "Robert C. Grier"
- USAT "Robert M. Emery"
- USAT "Rochimbea"
- USAT "Royal T. Frank"

## S
- USAT "Santa Barbara"
- USAT "Santa Maria"
- USAT "Santa Rosa"
- USAT "Saratoga"
- USAT "Sargent Charles E. Mower"
- USAT "Sargent Sylvester Antolak"
- USAT "Saturnia"
- USAT "Scott"
- USAT "Sea Barb"
- USAT "Sea Cat"
- USAT "Seawitch"
- USAT "Sgt Andrew Miller"
- USAT "Sgt Archer T. Gammon"
- USAT "Sgt. George D. Keathley"
- USAT "Sgt George Peterson"
- USAT "Sgt. Howard E. Woodford"
- USAT "Sgt Jack J. Pendelton"
- USAT "Sgt. Jonah E. Kelley"
- USAT "Sgt. Joseph E. Muller"
- USAT "Sgt Morris E. Crain"
- USAT "Sgt Truman Kimbro"
- USAT "Shawnee"
- USAT "Sheridan"
- USAT "Sherman"
- USAT "Short Splice"
- USAT "Siboney"
- USAT "Sicilian"
- USAT "Soreldoc"
- USAT "South Bend"
- USAT "ST-10"
- USAT "ST-35"
- USAT "ST-39"
- USAT "ST-165"
- USAT "ST-511"
- USAT "ST-539"
- USAT "ST-672"
- USAT "ST-674"
- USAT "ST-675"
- USAT "ST-719"
- USAT "ST-720"
- USAT "ST-725"
- USAT "ST-731"
- USAT "St. Mihiel"
- USAT "St. Olaf"
- USAT "Symal Dyke"

## T
- USAT "Taku"
- USAT "Talamanca"
- USAT "Tasker H. Bliss"
- USAT "Thistle"
- USAT "Thomas"
- USAT "Thomas H. Barry"
- USAT "Tulagi"

## U
- USAT "Uruguay"
- USAT "U. S. Grant"

## V
- USAT "V-108"

## W
- USAT "Warren"
- USAT "Willard A. Holbrook"
- USAT "William L. Thompson"
- USAT "William Lester"
- USAT "Wright"

## Y
- USAT "Y-17"
- USAT "Y-75"
- USAT "Yarmouth"
- USAT "Yu Sang"
- USAT "Yucatan"

## Z
- USAT "Zebulon B. Vance"